# Strockvattnet
Strockvattnet är en sjö i Strömsunds kommun i Jämtland och ingår i Ångermanälvens huvudavrinningsområde. Sjön har en area på 0,597 kvadratkilometer och ligger 540,2 meter över havet. Strockvattnet ligger i Frostvikenfjällen Natura 2000-område.

## Delavrinningsområde
Strockvattnet ingår i det delavrinningsområde (715758-144115) som SMHI kallar för Utloppet av Strockvattnet. Medelhöjden är 738 meter över havet och ytan är 13,48 kvadratkilometer. Det finns ett avrinningsområde uppströms, och räknas det in blir den ackumulerade arean 19,01 kvadratkilometer. Vattendraget som avvattnar avrinningsområdet har biflödesordning 4, vilket innebär att vattnet flödar genom totalt 4 vattendrag innan det når havet efter 298 kilometer. Avrinningsområdet består mestadels av skog (56 procent) och kalfjäll (39 procent). Avrinningsområdet har 0,59 kvadratkilometer vattenytor vilket ger det en sjöprocent på 4,4 procent.